# Lok-Sabha-Wahlkreis Tiruvallur
Der Lok-Sabha-Wahlkreis Tiruvallur (auch Thiruvallur) ist ein Wahlkreis bei den Wahlen zur Lok Sabha, dem Unterhaus des indischen Parlaments. Er liegt im Bundesstaat Tamil Nadu, besteht seit 1951 und umfasst den Großteil des Distrikts Tiruvallur.
Der Wahlkreis ist für Kandidaten aus unteren Kasten (Scheduled Castes) reserviert. Bei der letzten Wahl zur Lok Sabha waren 1.702.833 Einwohner wahlberechtigt.

## Letzte Wahl
Die Wahl zur Lok Sabha 2014 hatte folgendes Ergebnis:
| Kandidat              | Partei                | Stimmen |
| --------------------- | --------------------- | ------- |
| P. Venugopal          | AIADMK                | 50,1 %  |
| D. Ravikumar          | VCK                   | 24,3 %  |
| V. Yuvaraj            | DMDK                  | 16,3 %  |
| M. Jayakumar          | INC                   | 3,5 %   |
| A. S. Kannan          | CPI                   | 1,1 %   |
| Sonstige              | Sonstige              | 2,8 %   |
| Keiner der Kandidaten | Keiner der Kandidaten | 1,9 %   |

## Wahl 2009
Die Wahl zur Lok Sabha 2009 hatte folgendes Ergebnis:
| Kandidat     | Partei   | Stimmen |
| ------------ | -------- | ------- |
| P. Venugopal | AIADMK   | 43,4 %  |
| S. Gayathri  | DMK      | 39,6 %  |
| R. Suresh    | DMDK     | 13,0 %  |
| P. Anandhan  | BSP      | 1,3 %   |
| Sonstige     | Sonstige | 2,7 %   |

## Bisherige Abgeordnete
| Wahl       | Name                   | Partei | Stimmen |
| ---------- | ---------------------- | ------ | ------- |
| 1951–1952* | Margatham Chandrasekar | INC    | 17,9 %  |
| 1951–1952* | P. Natesan             | INC    | 14,7 %  |
| 1956**     | R. Govindarajulu Naidu | INC    | 85,3 %  |
| 1957       | R. Govindarajulu Naidu | INC    | 64,9 %  |
| 1962       | M. Govindaswamy Naidu  | INC    | 47,9 %  |
| 2009       | P. Venugopal           | AIADMK | 43,4 %  |
| 2014       | P. Venugopal           | AIADMK | 50,1 %  |

*) Bei der Wahl 1951 entsandte der Wahlkreis Tiruvallur zwei Abgeordnete in die Lok Sabha.

**) Nachwahl

## Wahlkreisgeschichte
Ein Wahlkreis Tiruvallur hatte bereits von 1951 bis 1962 existiert. Durch die Neuordnung der Wahlkreise im Vorfeld der Lok-Sabha-Wahl 2009 wurde der Wahlkreis Tiruvallur wiedererschaffen. Zuvor hatte das Gebiet größtenteils zum Wahlkreis Sriperumbudur, zu einem kleineren Teil zum Wahlkreis Chennai North gehört.